# Rzepak

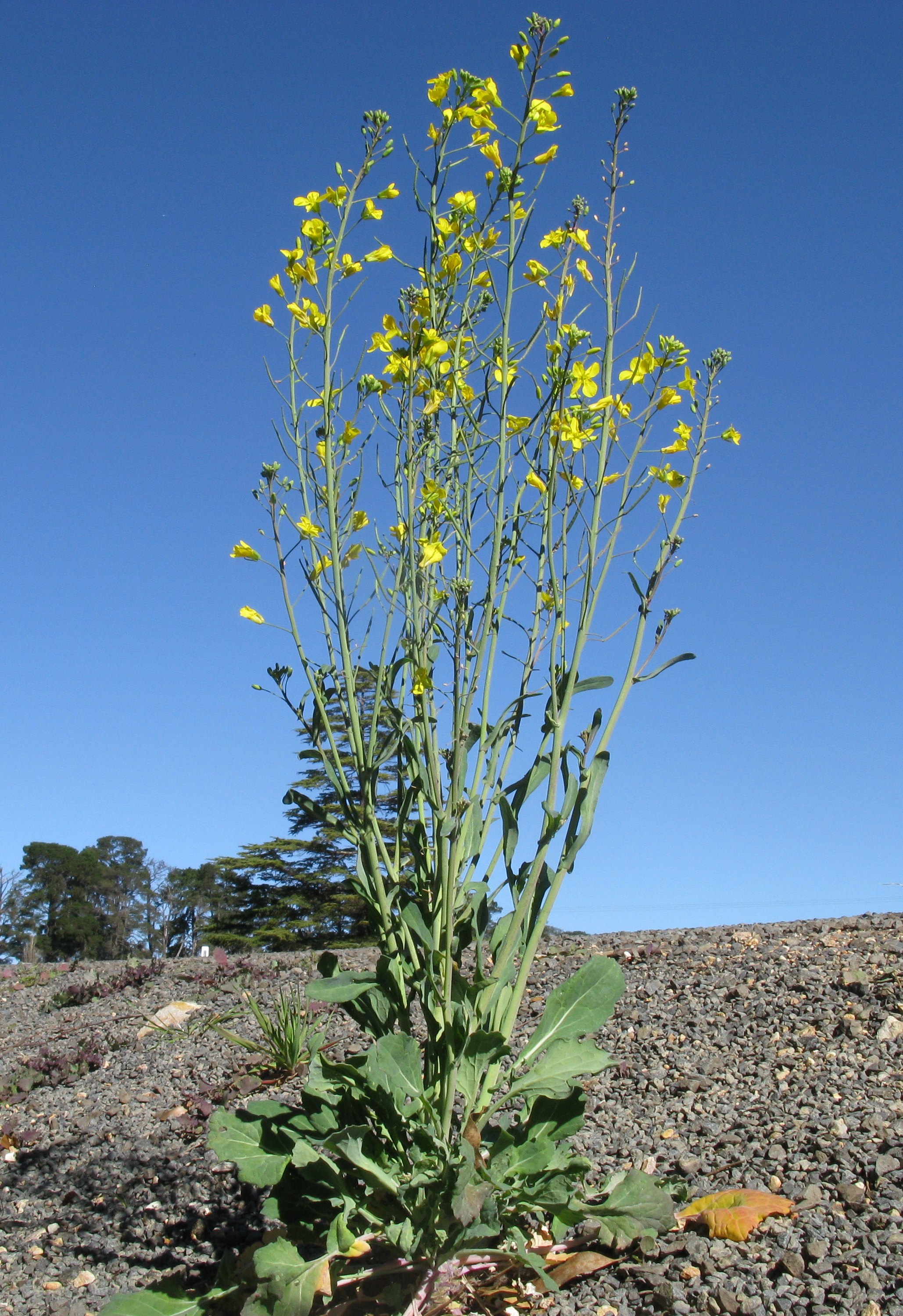
Kwitnący rzepak

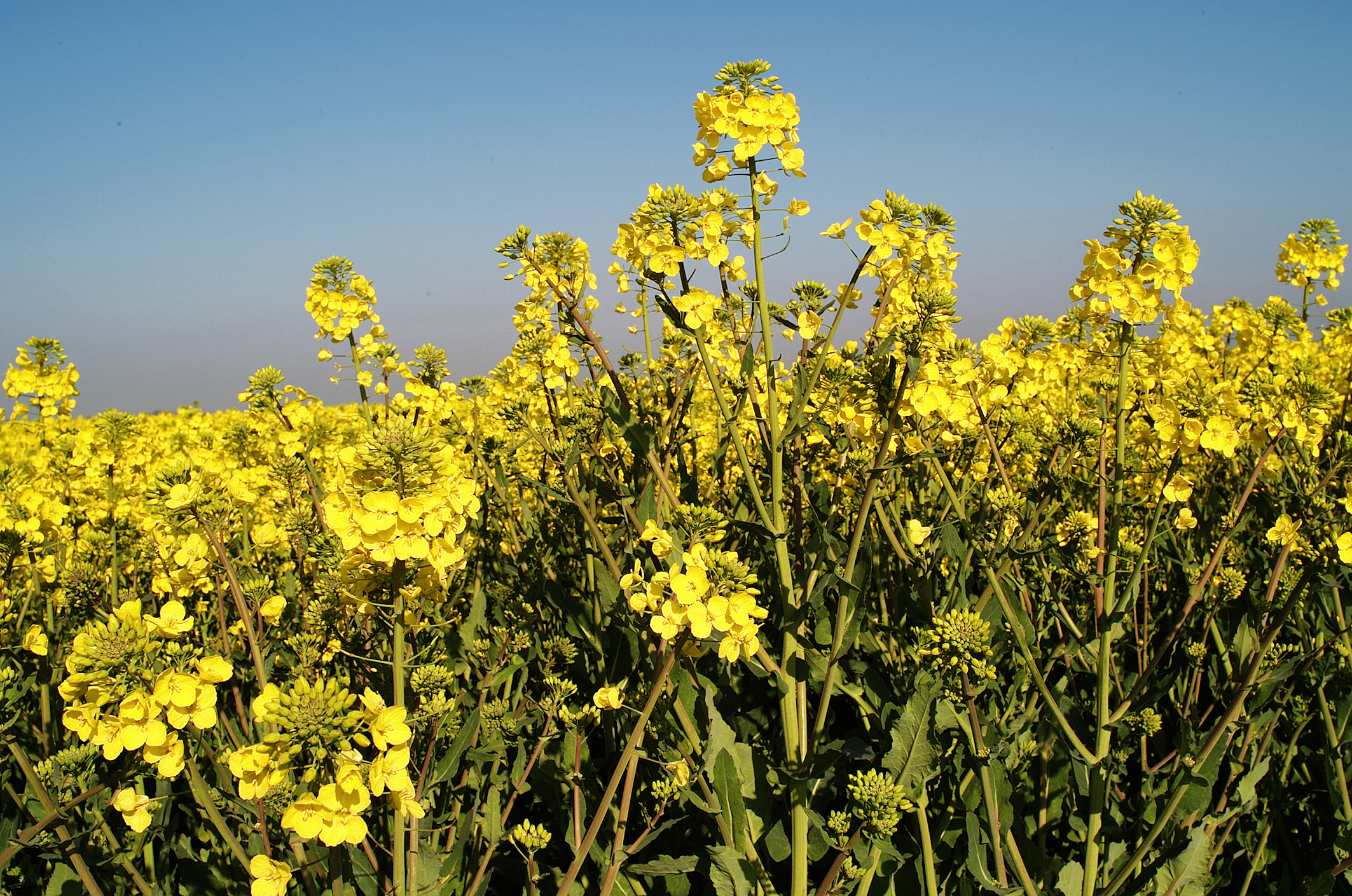
Kwiatostany rzepaku

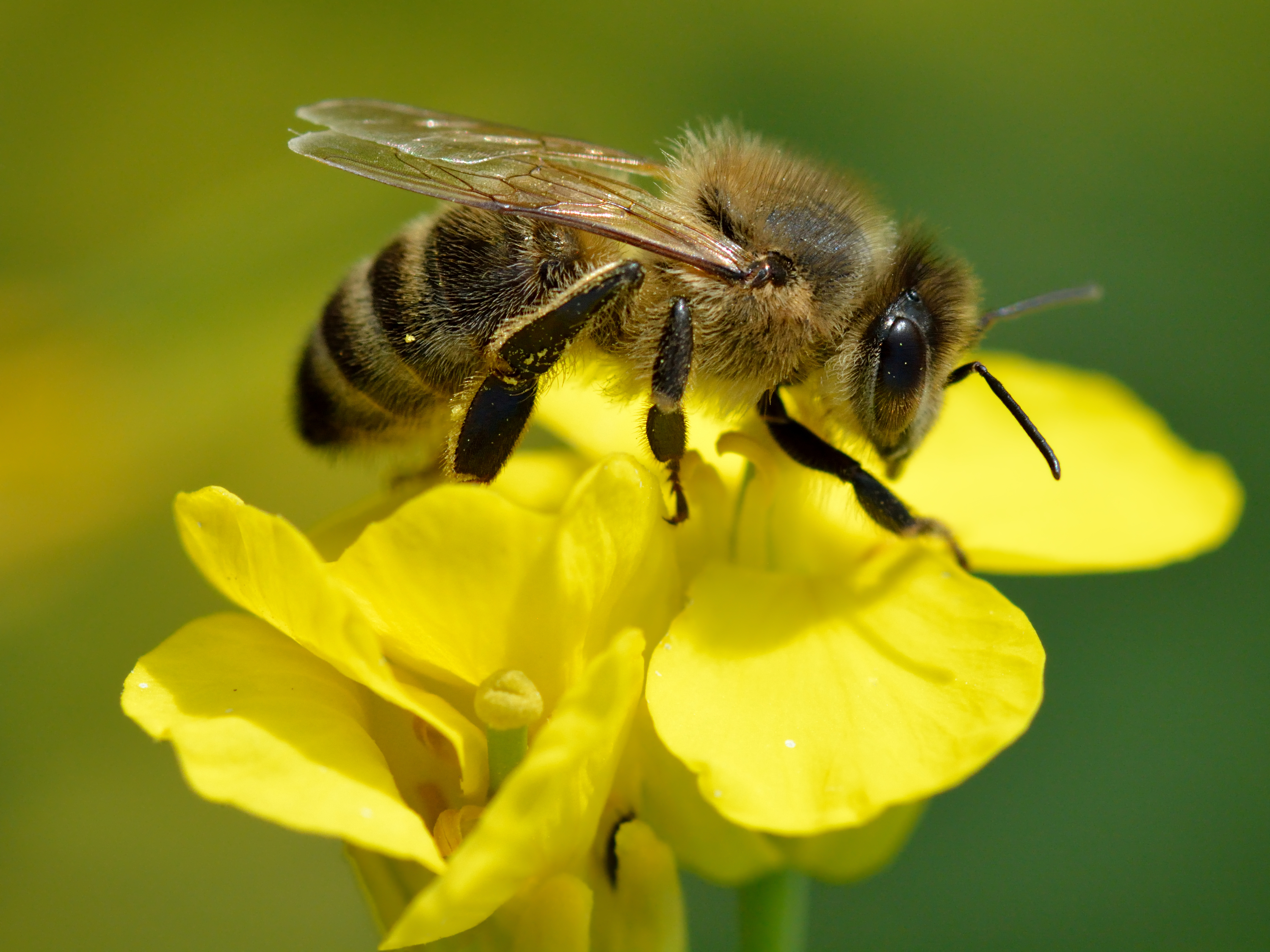
Kwiaty rzepaku zapylane przez pszczołę

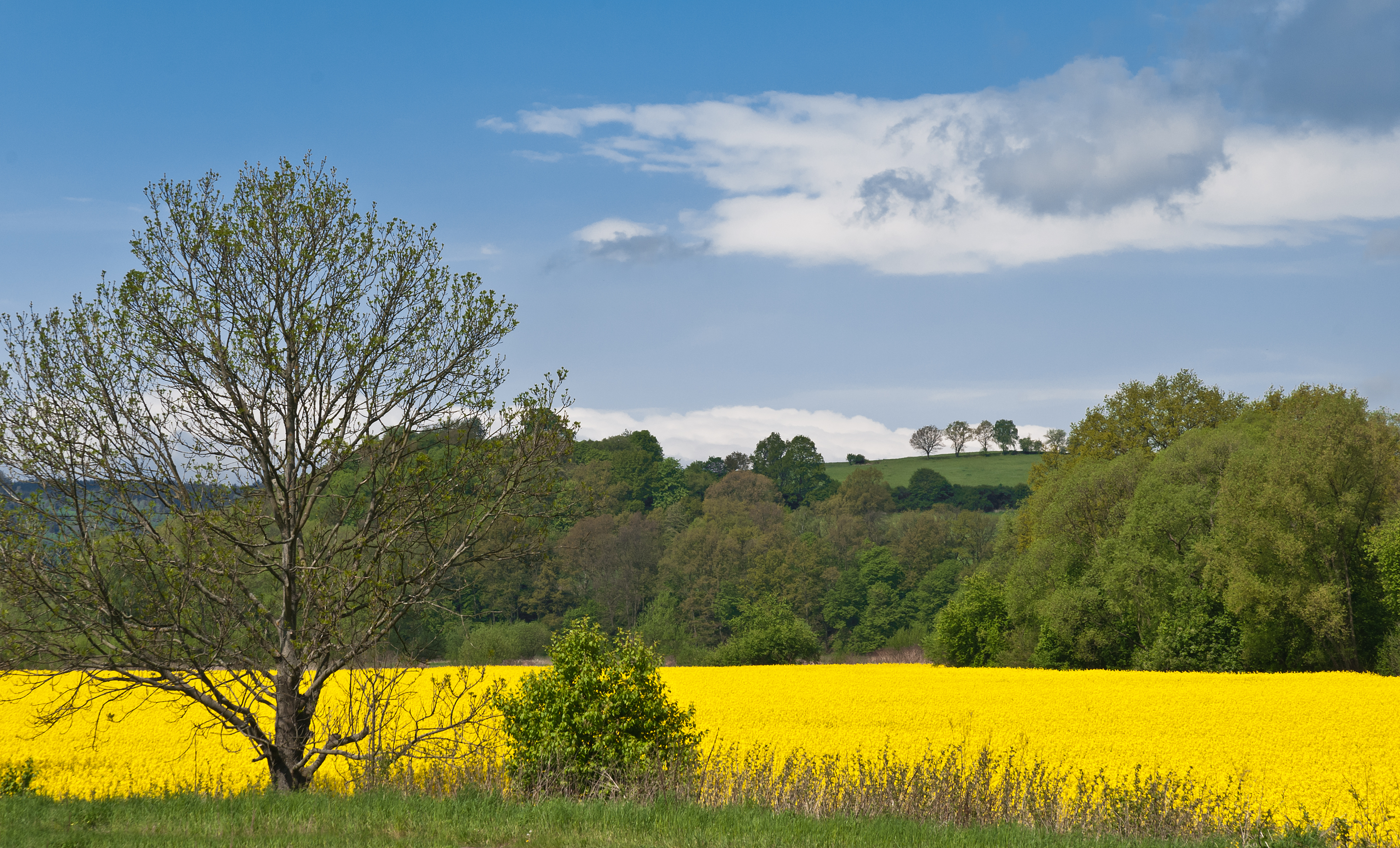
Plantacja rzepaku

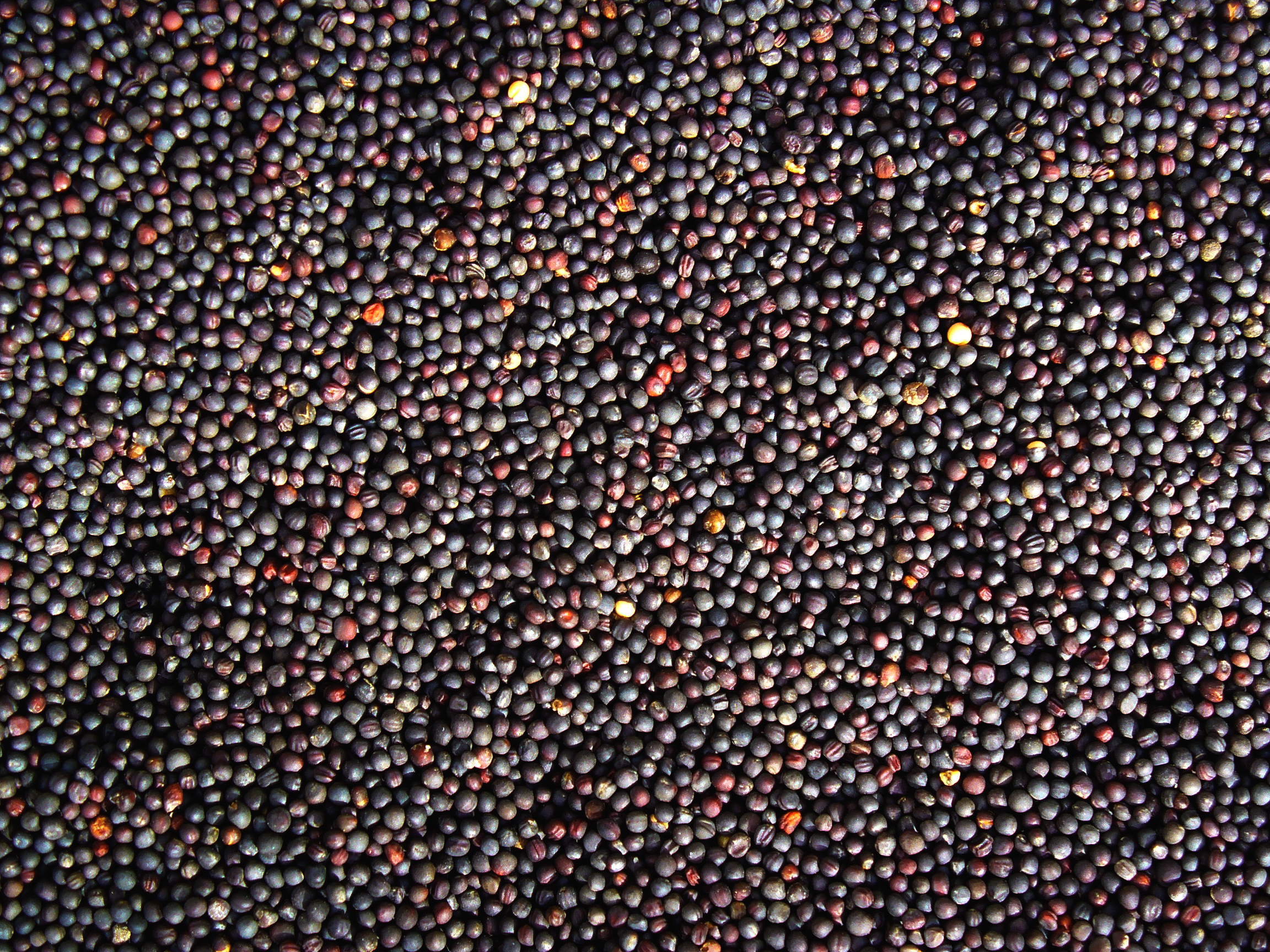
Nasiona rzepaku

Rzepak (Brassica napus L. var. napus) – odmiana kapusty rzepak. Występuje tylko w uprawie. Dość często dziczeje z upraw, ale jest tylko efemerofitem. Status we florze Polski: efemerofit, kenofit. Prawdopodobnie jest mieszańcem kapusty warzywnej (Brassica oleracea) i kapusty właściwej (Brassica rapa). Jest uprawiany głównie w krajach Eurazji.

## Morfologia
ŁodygaWzniesiona i rozgałęziona o wysokości 1–1,5 m.
KorzeńMa głęboki korzeń palowy oraz liczne, ale słabo rozwinięte korzenie boczne.
KwiatyŻółte, 4–płatkowe, o płatkach długości 9–18 mm. Zebrane są w grono dłuższe od liści.
LiścieUlistnienie skrętoległe, liście sinozielone, pokryte woskiem. Liście dolne są powcinane i duże, górne małe i całobrzegie. Nasady górnych liści swoją nasadą obejmują łodygę co najmniej w połowie jej obwodu.
OwocŁuszczyna zawierająca wiele nasion. Nasiona rzepaku ozimego zawierają zwykle 45–47% tłuszczu.

## Biologia i ekologia
Roślina jednoroczna lub dwuletnia. Szacuje się, że rzepak ozimy potrzebuje jesienią około 75–80 dni z temperaturą powyżej 5 stopni Celsjusza, aby odpowiednio przygotować się do zimy, co oznacza, że termin siewu w północno-wschodniej Polsce przypada na 5 – 10 sierpnia, a w zachodniej i południowej 20 – 25 sierpnia. Kiełkuje po 7 dniach od wysiewu. Przed zimą zdąży jeszcze wytworzyć skróconą łodygę z 8-10 liśćmi. Kwitnie w następnym roku przez około 45 dni. Kwiaty zapylane są przez pszczoły. Łuszczyna pęka dość łatwo, stąd też przy zbiorze rzepaku mogą wystąpić dość duże straty. 
Rzepak ozimy stanowi ważny element płodozmianu i zostawia po sobie zasobne stanowisko (duża ilość materii organicznej oraz resztki pożniwne bogate w potas), które najlepiej nadaje się pod uprawę zbóż.

## Zastosowanie
Roślina oleistaJedna z najważniejszych roślin w tej grupie roślin uprawnych. Z nasion uzyskuje się olej jadalny (olej rzepakowy), z niego wytwarza się margarynę i inne tłuszcze kuchenne. Tłuszcz uzyskuje się głównie przez tłoczenie wstępnie zmiażdżonych nasion zimnych lub podgrzanych w prasach ślimakowych lub walcowych, a także ekstrahuje się za pomocą różnych rozpuszczalników.. Otrzymany olej ma zabarwienie ciemnożółte, po rafinacji – jasnożółte. Jest to olej nieschnący zawierający głównie kwas oleinowy i linolowy. Współczesne odmiany praktycznie nie zawierają kwasu erukowego. Używany do celów spożywczych olej musi być dezodoryzowany.
Roślina przemysłowa
- W przemyśle olej rzepakowy jest wykorzystywany także do produkcji pokostu[11].
- Z oleju rzepakowego wytwarza się biodiesel – paliwo do napędu silników wysokoprężnych.

Roślina pastewna
- Śruta poekstrakcyjna otrzymana po wytłoczeniu oleju jest cenną, zawierającą dużo białka paszą dla zwierząt[5].
- Słoma rzepakowa nie nadaje się ani na paszę dla zwierząt, ani na ściółkę, może być natomiast wykorzystana jako opał, może być wykorzystywana do produkcji płyt pilśniowych[7].

Roślina miododajnaZe względu na dużą powierzchnię upraw jest to roślina o bardzo dużym znaczeniu w pszczelarstwie.
InneW Chinach i Indiach uprawiany był do celów oświetleniowych i spożywczych.

## Uprawa
Uprawiany jest w wielu krajach świata w średnich szerokościach geograficznych (klimat umiarkowany i podzwrotnikowy). Występuje w dwóch formach: jako rzepak jary (roślina jednoroczna) i rzepak ozimy (roślina dwuletnia). W Polsce uprawia się głównie rzepak ozimy i jego uprawy zajmują 95% powierzchni upraw wszystkich roślin oleistych. W Chinach jest uprawiany w dużych ilościach w dorzeczu Jangcy jako uprawa zimowa. W Indiach jako uprawa na gruntach nienawadnianych. W Europie, zwłaszcza w okresie II wojny światowej, olej rzepakowy zajął poważne miejsce na rynku jako produkt spożywczy, a także jako olej techniczny. Największym producentem w Europie jest Francja a zaraz za nią Niemcy.
| Najwięksi producenci rzepaku (średnia 2008-2012) (w milionach ton) | Najwięksi producenci rzepaku (średnia 2008-2012) (w milionach ton) | Najwięksi producenci rzepaku (średnia 2008-2012) (w milionach ton) |
| ------------------------------------------------------------------ | ------------------------------------------------------------------ | ------------------------------------------------------------------ |
| 1                                                                  | Kanada                                                             | 13,6                                                               |
| 2                                                                  | Chiny                                                              | 13,3                                                               |
| 3                                                                  | Indie                                                              | 6,9                                                                |
| 4                                                                  | Francja                                                            | 5,2                                                                |
| 5                                                                  | Niemcy                                                             | 5,2                                                                |
| 6                                                                  | Australia                                                          | 2,3                                                                |
| 7                                                                  | Wielka Brytania                                                    | 2,3                                                                |
| 8                                                                  | Polska                                                             | 2,1                                                                |
| 9                                                                  | Ukraina                                                            | 1,8                                                                |
| 10                                                                 | Czechy                                                             | 1,1                                                                |

## Synonimy
Odmiana posiada wiele synonimów nazwy naukowej:
- Brassica campestris subsp. napus (L.) Hook. f. & T. Anderson
- Brassica campestris f. biennis Schübl. & G. Martens
- Brassica napus f. annua (Schübl. & G. Martens) Thell.
- Brassica napus var. annua W. D. J. Koch
- Brassica napus f. biennis (Schübl. & G. Martens) Thell.
- Brassica napus var. biennis (Schübl. & G. Martens) Rchb.
- Brassica napus subsp. oleifera (Delile) Sinskaya
- Brassica napus var. oleifera Delile
- Brassica napus var. sahariensis A. Chev.